# Hope, Derbyshire
Hope är en by och en civil parish i High Peak i Derbyshire i England. Orten har 864 invånare (2011). Byn nämndes i Domedagsboken (Domesday Book) år 1086, och kallades då Hope.